# GPR84
GPR84, G protein-spregnuti receptor 84, je protein koji je kod čoveka kodiran GPR84 genom.

## Literatura
1. ↑  Wittenberger T, Schaller HC, Hellebrand S (2001). „An expressed sequence tag (EST) data mining strategy succeeding in the discovery of new G-protein coupled receptors”. J Mol Biol. 307 (3): 799—813. PMID 11273702. doi:10.1006/jmbi.2001.4520.
2. ↑  „Entrez Gene: GPR84 G protein-coupled receptor 84”.

## Dodatna literatura
- Yousefi S; Cooper PR; Potter SL;  . (2001). „Cloning and expression analysis of a novel G-protein-coupled receptor selectively expressed on granulocytes.”. J. Leukoc. Biol. 69 (6): 1045—52. PMID 11404393.
- Takeda S; Kadowaki S; Haga T;  . (2002). „Identification of G protein-coupled receptor genes from the human genome sequence.”. FEBS Lett. 520 (1-3): 97—101. PMID 12044878. doi:10.1016/S0014-5793(02)02775-8.
- Strausberg RL; Feingold EA; Grouse LH;  . (2003). „Generation and initial analysis of more than 15,000 full-length human and mouse cDNA sequences.”. Proc. Natl. Acad. Sci. U.S.A. 99 (26): 16899—903. PMC 139241 . PMID 12477932. doi:10.1073/pnas.242603899.
- Gerhard DS; Wagner L; Feingold EA;  . (2004). „The status, quality, and expansion of the NIH full-length cDNA project: the Mammalian Gene Collection (MGC).”. Genome Res. 14 (10B): 2121—7. PMC 528928 . PMID 15489334. doi:10.1101/gr.2596504.